# Небрегово
Небрегово (изписване до 1945 година: Небрѣгово; на македонска литературна норма: Небрегово) е село в община Долнени на Северна Македония.

## География
Селото е разположено в североизточния край на Прилепското поле, в южното подножие на планината Бабуна.

## История
В XIX век Небрегово е село в Прилепска каза на Османската империя. Църквата „Свети Никола“ е от 1882 година. „Етнография на вилаетите Адрианопол, Монастир и Салоника“, издадена в Константинопол в 1878 година и отразяваща статистиката на населението от 1873 година Небрегово (Nebregovo) е посочено като село с 40 домакинства, със 166 жители българи.
Според статистиката на Васил Кънчов („Македония. Етнография и статистика“) от 1900 г. Небрѣгово е населявано от 522 жители българи християни.
На Етнографската карта на Битолския вилает на Картографския институт в София от 1901 година Небрегово е чисто българско село в Прилепската каза на Битолския санджак с 37 къщи.
В началото на XX век цялото население на селото е под върховенството на Българската екзархия. По данни на секретаря на екзархията Димитър Мишев („La Macédoine et sa Population Chrétienne“) в 1905 година в Небрягово има 280 българи екзархисти и функционира българско училище.
При избухването на Балканската война в 1912 година един човек от Небрегово е доброволец в Македоно-одринското опълчение. След Междусъюзническата война в 1913 година селото попада в Сърбия.
По време на българското управление във Вардарска Македония в годините на Втората световна война, Пенко Ив. Вълчев от Писарево е български кмет на Небрегово от 1 септември 1941 година до 3 септември 1942 година. След това кметове са Иван К. Бежанов от Прилеп (3 септември 1942 - 24 април 1944) и Стоян В. Раковски от Угърчин (24 април 1944 - 9 септември 1944).
В 1970 година е изграден Небреговският манастир „Свети Йоан Кръстител“.
Според преброяването от 2002 година Небрегово има 156 жители македонци.

## Личности
Родени в Небрегово
- Блаже Конески (1921 – 1993), югославски филолог, създател на македонския книжовен език
- Георги Нешков (Гьорче, Герчо, 1877 – ?), македоно-одрински опълченец, 3 рота на 6 охридска дружина[10]
- Глигор Соколов (1870 – 1910), сърбомански войвода
- Петър Небрежанец, български търговец, гостилничар, баща на Михаил Солунов